# Rivoluzione maderista
La rivoluzione maderista indica la fase iniziale della rivoluzione messicana, in cui avvenne il rovesciamento della dittatura del presidente Porfirio Díaz, in carica ininterrottamente dal 1884 e di fatto alla guida del Paese in modo autoritario fin dal 1876, tramite un'insurrezione generale richiesta e guidata da Francisco Madero, politico di idee progressiste nonché sostenitore della democrazia, nonostante ad essa partecipassero gruppi provenienti da tutti gli ambienti rivoluzionari, in particolare i "Magonisti" del Partito Liberale Messicano, capeggiati da Ricardo Flores Magón, di idee anarco-comuniste. La rivolta, cominciata il 20 novembre 1910, si concluse con le dimissioni di Díaz il 25 maggio seguente, a seguito della firma del trattato di Ciudad Juárez il 21, e la sua immediata successiva partenza per l'esilio e l'insediamento di Madero il 6 novembre, dopo la presidenza ad interim di Francisco León de la Barra.  Tutti quelli che parteciparono alla rivolta riconoscendosi nel Piano di San Luis Potosí vennero definiti maderisti, indipendentemente dalla loro appartenenza politica.
La nuova presidenza messicana si dimostrò altrettanto autoritaria nel mantenimento dell'ordine e, anche a causa della promessa non mantenuta di Madero dell'attuazione dell'agognata riforma agraria, richiesta in particolare dai contadini, presto la guerra civile riprese in larga scala, al nord con i Magonisti e Pascual Orozco, che dette vita a un'insurrezione vera e propria, e al sud con Emiliano Zapata. Il nuovo caos che venne a crearsi sfociò nell'assassinio di Madero e del suo vice José María Pino Suárez nel colpo di Stato chiamato Decade tragica (9-19 febbraio 1913) portato avanti dal generale Victoriano Huerta, che aveva temporaneamente sconfitto Orozco. In questa prima campagna emersero tutti i comandanti militari che in seguito sarebbero diventati i protagonisti della rivoluzione messicana, durata fino al 1920, e in particolare Pancho Villa, Zapata e Venustiano Carranza.

## Storia
Nel 1910, Porfirio Díaz, al potere da tre decenni, decise di ricandidarsi alla presidenza del Messico nonostante fosse già anziano e il suo governo fosse già stato seriamente contestato negli anni precedenti, come durante lo sciopero di Cananea il 1º giugno 1906. Francisco Madero era uno dei suoi principali avversari politici e proveniva da una famiglia ricchissima e influente che vantava numerose conoscenze prestigiose.
Nel 1908 aveva scritto un libro (La successione presidenziale nel 1910) in cui chiedeva ai messicani di non rivotare per Díaz alle elezioni che si dovevano tenere due anni dopo. Nonostante fosse uno degli uomini più abbienti del paese, Madero si sentiva solidale con la popolazione più povera, la quale considerava, nella grande maggioranza, il presidente Díaz come un tiranno. Nel 1910 quindi annunciò la sua intenzione di candidarsi, ma durante la campagna elettorale fu arrestato per ordine governativo con l'accusa di attività sovversiva e rinchiuso a San Luis Potosí.
Díaz vinse di nuovo le elezioni, che furono estremamente contestate, in quanto considerate antidemocratiche e truccate. Madero andò in esilio a San Antonio (Texas), negli Stati Uniti d'America, dove con l'aiuto dell'amico giurista José María Pino Suárez, dallo Yucatán, e dei dirigenti esuli del Partito Liberale Messicano, di cui era stato membro, redasse il Piano di San Luis Potosí, esprimendo la sua intenzione di ribellarsi a Díaz. Il manifesto politico fu pubblicato il 7 ottobre, anche se come data fu indicato il 5, l'ultimo giorno del politico messicano sul suolo nazionale prima della fuga oltre confine. In risposta, Díaz il 12 fece arrestare il fratello di Madero, Gustavo, e costrinse anche lui all'esilio. Si trasferì a New York, da dove tentò di convincere il governo statunitense e i grandi finanzieri a riconoscere Francisco come presidente provvisorio.
Il 20 novembre Madero riattraversò il Rio Grande, e proclamò l'insurrezione generale. Prima ancora che lo facesse, il 14 novembre, Toribio Ortega Ramírez conquistò Cuchillo Parado nel Chihuahua, evento che segna di fatto l'inizio della campagna anti-porfirista e della stessa rivoluzione messicana, e il 18 i fratelli Serdán (Aquiles, Carmen e Máximo) attaccarono la polizia nella città di Puebla. Il politico però rimase deluso nel vedere solo una dozzina di uomini prendere le armi in suo nome nella città di Ciudad Porfirio Díaz (Piedras Negras) e tornò negli Stati Uniti, pensando che il piano rivoluzionario fosse già fallito. 
In realtà quello stesso 20 novembre ci furono 13 insurrezioni: la prima rivolta ci fu nel municipio di Gómez Palacio dove un gruppo di ribelli comandati da Jesús Agustín Castro assaltarono la banca della città e liberarono i prigionieri dal carcere e invitandoli a unirsi alla loro causa, otto nel Chihuahua, una nel San Luis Potosí e una a Veracruz, tutte principalmente in zone rurali. Tra quei movimenti spiccavano quelli di Pascual Orozco e Francisco "Pancho" Villa nel Chihuahua, José María Maytorena e Eulalio e Luis Gutiérrez nel Coahuila, Cesáreo Castro a Cuatro Ciénegas, Coahuila, José de la Luz Blanco a Cuchillo Parado nel Chihuahua, i fratelli Figueroa nel Guerrero e Emiliano Zapata nel Morelos.

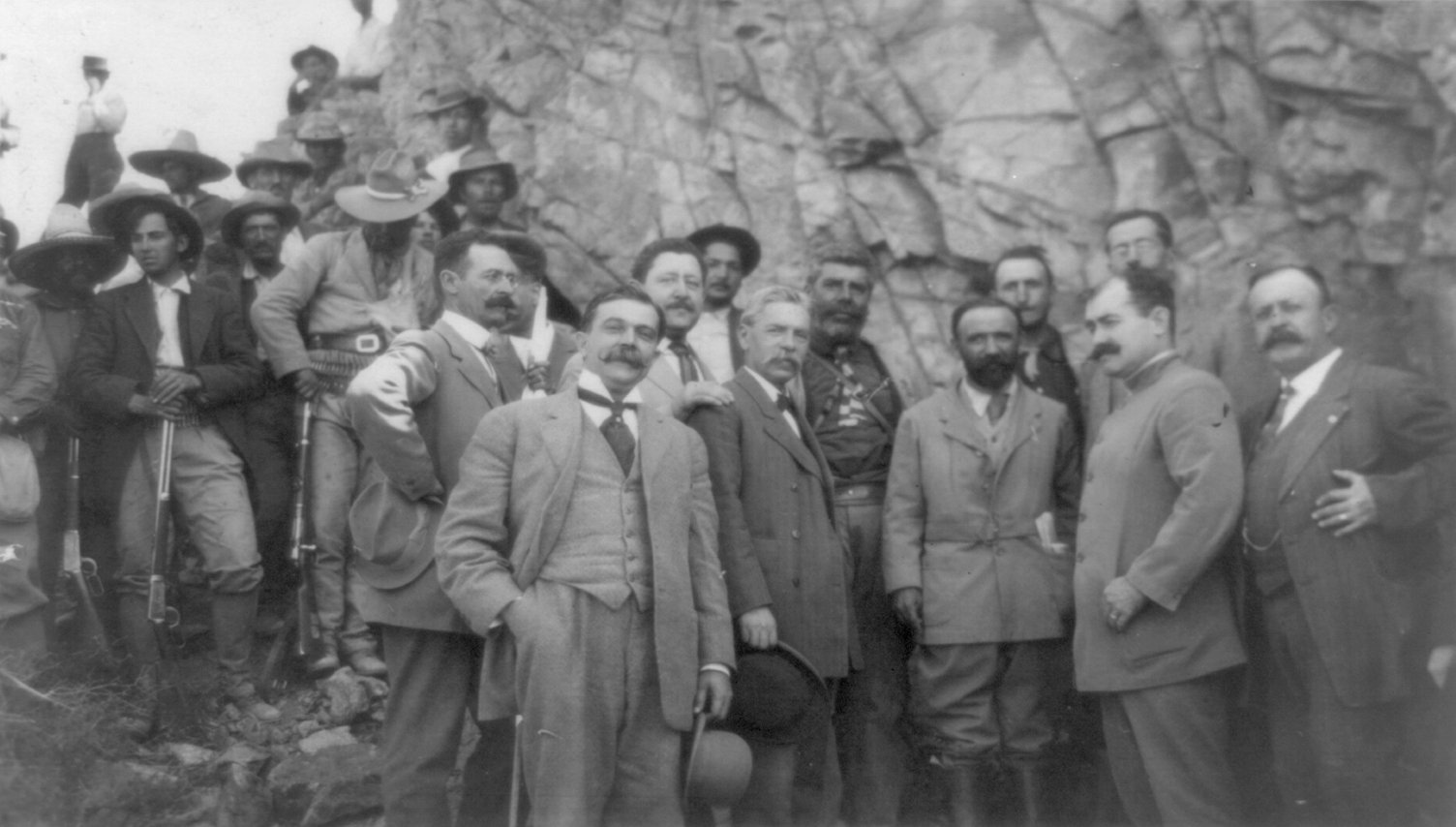
Madero con dei leader ribelli nel 1911.

Principali scontri durante la rivoluzione maderista

Díaz offrì 10 000 pesos a chi avesse consegnato Madero vivo o morto e fece arrestare centinaia di presunti leader ribelli. Alla chiamata alle armi risposero migliaia di messicani, provenienti da tutte le classi, sia da quelle più umili che da quelle più abbienti, decisi a porre fine a un regime sanguinario e immobilistico e, non da meno, asservito agli interessi economici delle potenze straniere come Regno Unito, Francia e Stati Uniti. Gli unici che rimasero fedeli a Díaz erano conservatori o liberal-conservatori che in seguito si sarebbero riorganizzati militarmente, in parte, nell'Esercito Riorganizzatore Nazionale, comandato dal nipote di Porfirio, Félix.
Il generale Bernardo Reyes, considerato un fedelissimo di Díaz e uno dei suoi palpabili successori alla presidenza, si trovava in quel momento in Francia per studi militari e, intimorito dalla possibilità di rimanere in esilio, decise di cambiare schieramento e appoggiare la ribellione ma rientrò in Messico solo dopo l'insediamento di Madero.
La rivolta si estese rapidamente in tutto il paese e l'esercito federale poco poté contro i nuovi eserciti rivoluzionari che si andarono a formare. Il primo scontro tra truppe rivoluzionarie e federali si ebbe il 21 novembre a Ciudad Guerrero nel Chihuahua, dove gli uomini di Pascual Orozco, seguace di Abraham González Casavantes, combatterono contro il terzo reggimento di cavalleria, comandato dal capitano Salvador Ormachea. Orozco riuscì a conquistare la città il 30 novembre e partì per Pedernales, dove sconfisse le truppe federali. Alla fine del mese, la rivoluzione si era già diffusa in sette stati della repubblica.
Il 13-14 dicembre 1910 a Cerro Prieto nel Chihuahua il generale federale Juan N. Navarro, che combatteva aspramente i ribelli nella regione, fece uccidere i nemici catturati con la baionetta, più molti civili presunti simpatizzanti. L'evento passò alla storia come il massacro di Cerro Prieto.
Il 25 dicembre, Francisco Villa fu cacciato da San Andrés dalle truppe federali del tenente colonnello Agustín Martínez. Successivamente affrontò il generale Navarro e decise di ritirarsi a Parral.
Díaz prese il controllo personale dell'esercito federale dalla capitale e ordinò al generale Juan J. Navarro di tornare a Ciudad Guerrero con l'aiuto del 20º Battaglione di fanteria. I rivoluzionari e i federali combatterono nel canyon di Mal Paso, dove i sostenitori maderisti dovettero ritirarsi dopo sei ore di combattimento. Un paio di giorni dopo, dopo quattro ore e mezzo di lotta, i rivoluzionari riuscirono a prevalere. Díaz ordinò il rinforzo delle truppe di Navarro, che entrarono a Ciudad Guerrero il 6 gennaio 1911 senza combattere, poiché la città era stata abbandonata.
In Bassa California nel frattempo, nel gennaio 1911, i Magonisti del Partito Liberale, organizzatisi fin dal 1906 nella Confederazione dei Gruppi dell'Esercito Liberale, dettero inizio a una rivolta di stampo anarco-comunista guidata da José María Leyva che sarebbe continuata anche dopo la vittoria di Madero. Il 29 gennaio i Magonisti presero Mexicali, l'8 maggio Tijuana e il 13 maggio San Quintín.
Nello Zacatecas Luis Moya prese le armi, sconfiggendo successivamente le truppe federali ad Aguaje, Durango. Poco dopo prese la piazza di San Juan de Guadalupe, nello stesso stato. Salvador Alvarado e Juan G. Cabral presero le armi nello stato del Sonora, occupando le città di Cuquiarachi, Fronteras e Bacoachi. Severiano Talamantes, da parte sua, fece lo stesso a Sahuaripa mentre Práxedis Guerrero, con le truppe liberali (o magoniste) si ribellò a Janos, nel Chihuahua, ma morì in circostanze non chiare il 30 dicembre 1910, probabilmente ucciso dalle truppe federali.

### Madero torna in Messico
Rifugiandosi a Zaragoza, a sud-est di Ciudad Juárez (una città al confine con gli Stati Uniti), il 14 febbraio 1911, Madero decise di tornare in Messico, accompagnato da alcuni sostenitori, collaboratori e suo fratello Gustavo, al fine di assumere la leadership del movimento armato, migliorare la sua organizzazione e permettergli di essere in grado di compiere attacchi di maggiore grandezza. Il 6 marzo le forze ribelli, di circa 800 uomini e guidate personalmente da Madero, decisero di attaccare Casas Grandes nel Chihuahua ma vennero sconfitte dal 18º Battaglione fanteria del colonnello Agustín A. Valdez. Durante il combattimento, Madero fu ferito a un braccio. Si trattò di una vittoria inaspettata da parte dei federali che però si ritirarono, incapaci di sferrare una controffensiva efficace. Madero, risentito di questo deludente scontro, fece impiccare tutti gli esploratori, colpevoli, secondo lui, della sconfitta per non aver individuato le truppe di rinforzo nemiche.
Comunque nel frattempo emersero altri movimenti rivoluzionari nel paese, come negli stati di Guerrero e Morelos, estendendosi il conflitto praticamente a tutto il territorio messicano.
Madero si ritirò per riorganizzare le sue forze e ricevette l'appoggio di Pascual Orozco e Francisco Villa, che operavano nel Chihuahua. Con poco più di 1 500 soldati vollero attaccare la capitale ma in seguito decisero di invadere Ciudad Juárez.
Dall'11 aprile, Madero e le sue truppe stabilirono un quartier generale vicino a Ciudad Juárez, sulle rive del Rio Grande. La città era stata posta a difesa del generale Navarro e della fanteria del colonnello Manuel Tamborrell. I rivoluzionari, guidati da Orozco e Villa, disubbidirono agli ordini di Madero e attaccarono il presidio di Ciudad Juárez tra l'8 e il 9 maggio e penetrarono nelle trincee nemiche. Madero inizialmente provò a fermare l'assalto ma, dopo aver constatato il successo degli uomini, ordinò di continuare l'operazione. Le truppe rivoluzionarie presero finalmente la città il 10 maggio, costringendo il generale Navarro a capitolare e assestando alle forze governative un colpo mortale. Questo, unito all'altra vittoria rivoluzionaria zapatista a Cuautla (11-19 maggio) nel Morelos, costrinse Díaz a chiedere la pace, come propostogli dal consigliere e Segretario delle Finanze, José Yves Limantour. Questo anche perché dopo la battaglia di Cuautla erano rimasti a difesa di Città del Messico, dispiegati tra la capitale e il Morelos, solo 400 federali al comando del generale Victoriano Huerta contro i 4 000 guerriglieri di Zapata.
Dopo la vittoria di Ciudad Juárez il governo statunitense riconobbe il governo provvisorio di Madero, formato tra gli altri dal fratello Gustavo, Venustiano Carranza e José María Pino Suárez e inviò 20 000 soldati al confine, pronti a intervenire in caso di bisogno. Madero ordinò alle sue truppe di non attaccare.
Il 17 maggio fu firmato un armistizio di cinque giorni, applicabile a tutta la Repubblica messicana.
Il 21 maggio 1911 fu firmato il trattato di Ciudad Juárez tra Díaz e Madero, negoziato dal vice del presidente, Ramón Corral. Con esso Díaz e i suoi fedeli accettarono di dimettersi e partire per l'esilio. Il presidente cessò le sue funzioni il 25, dopo aver parlato alla Camera dei deputati. Il 31 maggio, scortato dalle truppe di Victoriano Huerta, da Veracruz, con il battello a vapore Ipiranga, partì, insieme alla sua famiglia, per l'esilio in Europa. La partenza del presidente fu salutata con felicità da parte del popolo. Secondo i termini del trattato, Francisco León de la Barra, Segretario degli Esteri sotto Díaz, fu insediato come presidente ad interim e Madero si insediò ufficialmente come nuovo presidente dopo cinque mesi il 6 novembre, dopo aver vinto di larghissima misura alle elezioni presidenziali straordinarie di ottobre. Il suo governo sarebbe durato meno di due anni, e avrebbe dovuto far fronte alla ripresa della guerra civile.

## Cronologia

### 1910
- 15 aprile: Francisco Madero si candida alle elezioni presidenziali.
- 13 giugno: Madero viene arrestato e portato in prigione a San Luis Potosí.
- 14 giugno: Giorno delle elezioni. Vittoria di Porfirio Díaz.
- 4 ottobre: La Camera dei deputati ratifica la vittoria di Díaz.
- 6 ottobre: Madero scappa dalla prigione travestito da ferroviere.
- 7 ottobre: Madero arriva a San Antonio dove, insieme a José María Pino Suárez e i membri del Partito Liberale Messicano redige il Piano di San Luis Potosí.
- 14 novembre: Toribio Ortega Ramírez prende le armi contro Díaz in nome di Madero e conquista Cuchillo Parado nel Chihuahua.
- 16 novembre: L'esercito federale si mobilita.
- 17 novembre: Primi combattimenti rivoluzionari a Puebla.
- 18 novembre: I fratelli Aquiles e Máximo Serdán sono uccisi dalla polizia a Puebla insieme ai loro uomini.
- 20 novembre: Madero riattraversa il Rio Grande e proclama l'insurrezione generale.
- 21 novembre: Avviene il primo scontro tra rivoluzionari e federali a Ciudad Guerrero, nel Chihuahua.
- Tardo novembre: Pancho Villa e i suoi uomini occupano San Andrés. Piccole schermaglie nel nord del Paese.
- 30 novembre: Ciudad Guerrero viene conquistata dai ribelli guidati da Pascual Orozco.
- 13-14 dicembre: Massacro di Cerro Prieto da parte del generale federale Juan N. Navarro.
- 25 dicembre: Pancho Villa viene cacciato da San Andrés.
- 30 dicembre: Práxedis Guerrero, generale della Confederazione dei Gruppi dell'Esercito Liberale, viene ucciso a Janos, nel Chihuahua.

### 1911
- Inizio gennaio: Inizio della Ribellione magonista in Bassa California contro Díaz.
- 6 gennaio: Le truppe federali del generale Juan J. Navarro entrano a Ciudad Guerrero, abbandonata dai ribelli.
- 29 gennaio: Cattura di Mexicali in Bassa California da parte di José María Leyva.
- 4-5 febbraio: Prima battaglia di Bauche. I ribelli guidati da Pascual Orozco mettono in ritirata le truppe del colonnello Antonio Rábago.
- 7 febbraio: 
  - Gabriel Tepepa e Lucio Blanco prendono le armi contro Díaz.
  - Battaglia di Smelter View: Vittoria ribelle di Orozco.
- 14 febbraio: 
  - Díaz fa pressioni affinché il governo statunitense emetta un ordine di arresto per Madero.
  - Madero torna in Messico.
- Marzo: Emiliano Zapata pone sotto assedio la città di Cuautla tagliando la strada che la collega con Città del Messico.
- 6 marzo: Battaglia di Casas Grandes. Vittoria federale.
- 8 marzo: Il governatore del Morelos Pablo de Escandón ordina un'espansione della forza di polizia statale.
- 10 marzo: Incontro rivoluzionario vicino Cuautla tra Torres Burgos, Rafael Merino e Emiliano Zapata.
- 11 marzo: I ribelli prendono la stazione di polizia di Villa de Ayala.
- 12 marzo: Scontro ad Agua Prieta, Sonora.
- 18 marzo: Dolores Jiménez y Muro, giornalista socialista affiliata al Partito Liberale Messicano, pubblica il suo Piano di Tacubaya con cui chiede, tra gli altri, il ritorno delle terre ai contadini.
- 22 marzo: Il governatore del Morelos Escandón fugge a Jojutla.
- 24 marzo: I ribelli entrano a Tlaquiltenango. Escandón fugge a Città del Messico. Tepepa prende Jojutla senza spargimento di sangue.
- 7 aprile: 
  - Zapata conquista Chietla e Izúcar de Matamoros.
  - Inizio della Prima battaglia di Ciudad Juárez.
- 9 aprile: Seconda battaglia di Bauche. Vittoria ribelle.
- 13-28 aprile: Prima battaglia di Agua Prieta. Vittoria ribelle di Pancho Villa.
- 22 aprile: Zapata s'incontra con Ambrosio Figueroa, capo dei ribelli nel Guerrero a Jolalpan. Decidono di combattere insieme.
- 8-10 maggio: Fase finale della battaglia di Ciudad Juárez. Pancho Villa e Pascual Orozco conquistano la città.
- 8-9 maggio: Prima battaglia di Tijuana. Vittoria ribelle magonista.
- 13 maggio: Cattura di San Quintín da parte dei ribelli magonisti.
- 13-19 maggio: Battaglia di Cuautla. Decisiva vittoria ribelle zapatista.
- 15 maggio: Le forze di Madero prendono Torreón.
- 21 maggio: Firma del Trattato di Ciudad Juárez tra Madero e Díaz.
- 25 maggio: Díaz si dimette insieme al suo gabinetto. Secondo i termini del trattato Francisco León de la Barra diventa presidente ad interim.
- 26 maggio: Zapata s'incontra con Manuel Asúnsulo, con cui entra a Cuernavaca, e Genovevo de la O.
- 29 maggio: Conferenza tra Zapata, de la O, Asúnsulo e Alfonso Miranda.
- 31 maggio: Díaz parte per l'esilio a Parigi da Veracruz.
- 2 giugno: Juan Correón viene eletto nuovo governatore del Morelos.
- 7 giugno: Madero arriva a Città del Messico.
- 12 giugno: Madero visita il Morelos e s'incontra con Zapata.

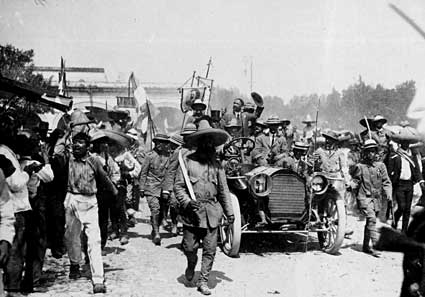
Francisco Madero a Cuernavaca, nel Morelos, il 12 giugno 1911. All'estrema destra, con una banda tricolore incrociata al petto, appare Emiliano Zapata.

- 13 giugno: Zapata e il suo esercito cominciano il disarmo.
- 22 giugno: Zapata annuncia il suo ritiro.
- 22 luglio: Un gruppo di maderisti protesta contro il governo di Francisco León de la Barra.
- 1º ottobre: Elezioni presidenziali straordinarie. Larga vittoria di Madero contro de la Barra e Bernardo Reyes.
- 4 ottobre: Ambrosio Figueroa diventa ufficialmente nuovo governatore del Morelos.
- 6 novembre: Insediamento ufficiale di Madero come nuovo presidente del Messico.
- 12 novembre: Rottura delle relazioni tra Madero e Zapata.
- 25 novembre: Zapata redige il Piano di Ayala contro Madero.
- Dicembre: Zapata inizia la sua personale ribellione al governo insieme al fratello Eufemio, Francisco Mendoza, Jesús Morales, Otilio E. Montaño, José Trinidad Ruiz e Próculo Capistrán.

## Festività nazionale
Il 20 novembre, giorno della chiamata alle armi di Madero, è festa nazionale in Messico come "Giorno della Rivoluzione" (Día de la Revolución in spagnolo), come regolamentato dall'articolo 74 della legge sul lavoro. A seguito di una modifica della legge nel 2005, entrata in vigore l'anno seguente, le celebrazioni si tengono il terzo lunedì del mese.